# Роговая (приток Керди)
Роговая — река в Пронском и Михайловском районах Рязанской области, правый приток реки Керди. Длина реки — 17 км. Площадь водосборного бассейна — 106 км².
Река берёт своё начало южнее села Семенск Пронского района Рязанской области. Высота истока около 147 метров над уровнем моря. Течёт на северо запад вдоль федеральной трассы Е119 M6. Недалеко от села Роговое река поворачивает на север и впадает в реку Кердь. Высота устья — 124 м над уровнем моря.
В книге 1906 года «Населённые места Рязанской губернии» значится как «река Роговка».
Населённые пункты от истока к устью: Восточный, Роговое.